# Богатиренко Юрій Кирилович
Богатиренко Юрій Кирилович (нар. 1 квітня 1932, Іловайськ, Сталінська область (нині Донецька область), УРСР, СРСР — пом. 11 вересня 2020, Одеса, Україна) — радянський, український художник кіно, художник-постановник.

## Біографія
Закінчив Всесоюзний державний інститут кінематографії (1957; майстерня Ф. Богородського).
З 1957 року — художник-постановник Одеської кіностудії художніх фільмів.
Учасник міжнародних (Японія, Мексика), республіканських та обласних виставок.
Член Національної спілки кінематографістів України (1957), Національної спілки художників України (1959).
Помер 11 вересня 2020 року в Одесі.

## Фільмографія
Головний художник:
- «Подвиг Одеси» (1985, реж. В. Стрєлков)

Художник-постановник:
- «На зеленій землі моїй» (1958, у співавт. з М. Зайцем; реж. І. Шишов, Р. Вікторов)
- «Мрії здійснюються» (1959, у співавт. з М. Зайцем; реж. М. Вінярський)
- «Світло у вікні» (1960, реж. В. Кочетов)
- «Водив поїзди машиніст» (1961, у співавт. з Анатолієм Овсянкіним; реж. В. Жилін)
- «Перший тролейбус» (1963, реж. І. Анненський)
- «Дочка Стратіона» (1964, реж. В. Левін)
- «Ескадра повертає на захід» (1965, реж. М. Білинський, М. Вінграновський)
- «Авдотья Павлівна» (1966, реж. О. Муратов)
- «Товариш пісня» (кіноальманах) (1966, у співавт.; реж. В. Козачков, Ю. Романовський, В. Левін)
- «Особлива думка» (1967, реж. В. Жилін)
- «Увага, цунамі!» (1969)
- «Небезпечні гастролі» (1969, реж. Г. Юнгвальд-Хількевич)
- «Чортова дюжина» (1970, реж. В. Жилін)
- «Щасливий Кукушкін» (1970, реж. О. Павловський)
- «„Тигри“ на льоду» (1971, реж. В. Козачков, А. Осипов)
- «Увімкніть північне сяйво» (1972, реж. Р. Василевський)
- «До останньої хвилини» (1973, реж. В. Ісаков)
- «Посилка для Світлани» (1974, реж. В. Козачков, В. Лисенко)
- «Прямую своїм курсом» (1974, реж. В. Лисенко)
- «Я — Водолаз 2» (1975, у співавт. з Ю. Горобцем; реж. В. Хмельницький)
- «Мене чекають на землі» (1976, реж. М. Толмачов)
- «Фотографії на стіні» (1978, у співавт. з А. Наумовим; реж. А. Васильєв)
- «Багряні береги» (1979, у співавт. з Іваном Пуленком; реж. Я. Лупій)
- «Всього один поворот» (1986)
- «Золоте весілля» (1987, реж. Н. Мотузко)
- «Щеня» (1988, у співавт. з В. Шинкевичем; реж. О. Гришин)
- «Яри» (1990, у співавт. з В. Прохоровим; реж. В. Ісаков)
- «Повітряні пірати» (1992, реж. Іван Горобець)
- «Тринь-бринь» (1994, у співавт. з С. Тарасовим; реж. Р. Василевський) та ін.